# Hiérogamie (fresque)
Hiérogamie est une fresque antique trouvée dans la Maison du poète tragique à Pompéi et conservée au Musée archéologique national de Naples. Hieros gamos ou hiérogamie (du grec ancien hieros = sacré et gamos = mariage, rapport sexuel) désigne, dans la mythologie, une union sacrée à caractère sexuel, un accouplement (parfois mariage) entre deux divinités, comme ici Zeus et Héra. 

## Histoire
La fresque a été réalisée entre l'an 45 et l'éruption du Vésuve en 79, sur le mur sud de l'atrium de la maison du Poète tragique, le même mur où se trouvaient les fresques Départ de Chryséis et Achille et Briséis. Elle a été retrouvée entre 1824 et 1825 puis détachée de son support.

## Description
Le tableau représente le mariage entre Zeus et Héra. Zeus est représenté à fresque sur le côté droit du tableau, assis sur un trône, avec un voile sur la tête et un manteau qui ne couvre que partiellement son corps : dans sa main gauche, il tient un bâton et l'offre à Héra, placée à gauche de la scène, qui lui rend la pareille avec sa main droite ; la déesse est vêtue d'une tunique blanche et sur sa tête elle porte une couronne avec un voile.
Derrière Héra se trouve une figure ailée, identifiée comme Hypnos ou Iris, tandis qu'au pied du trône de Zeus se trouvent trois personnages, peut-être les Curètes, recouverts d'un voile transparent. Au fond, au centre de la scène, se trouve une colonne jaune, au sommet de laquelle sont placés trois lions acrotères et d'où pendent, attachées par un ruban blanc, deux cymbales, probablement une référence au mont Ida, lieu où se déroule la scène, étant la montagne sacrée de Cybèle, à qui sont dédiés les symboles.